# Monterrey Open 2010
Monterrey Open 2010 — тенісний турнір, що проходив на відкритих кортах з твердим покриттям. Це був другий за ліком Monterrey Open. Належав до категорії International у рамках Туру WTA 2009. Відбувся в Sierra Madre Tennis Club у Монтерреї (Мексика). Тривав з 1 до 7 березня 2010 року.

## Учасниці

### Сіяні учасниці
| Спортсменка             | Країна     | Рейтинг* | Сіяна |
| ----------------------- | ---------- | -------- | ----- |
| Єлена Янкович           | Сербія     | 9        | 1     |
| Даніела Гантухова       | Словаччина | 24       | 2     |
| Анастасія Павлюченкова  | Росія      | 27       | 3     |
| Домініка Цібулкова      | Словаччина | 28       | 4     |
| Агнеш Савай             | Угорщина   | 31       | 5     |
| Анабель Медіна Гаррігес | Іспанія    | 34       | 6     |
| Александра Возняк       | Канада     | 35       | 7     |
| Луціє Шафарова          | Чехія      | 38       | 8     |

- Посів ґрунтується на рейтингові станом на 22 лютого, але може змінюватися.

### Інші учасниці
Нижче наведено учасниць, які отримали вайлд-кард на участь в основній сітці:
- Домініка Цібулкова
- Даніела Гантухова
- Єлена Янкович

Нижче наведено гравчинь, які пробились в основну сітку через стадію кваліфікації:
- Корінна Дентоні
- Лурдес Домінгес Ліно
- Ольга Савчук
- Анна Татішвілі

## Переможниці та фіналістки

### Одиночний розряд
Анастасія Павлюченкова —  Даніела Гантухова, 1–6, 6–1, 6–0
- Для Павлюченкової це був перший титул за кар'єру.

### Парний розряд
Івета Бенешова /  Барбора Стрицова —  Анна-Лена Гренефельд /  Ваня Кінґ, 3–6, 6–4, [10–8]